# Prvenstvo Hrvatske u vaterpolu 2013./14.
Ovo je 23. izdanje hrvatskog vaterpolskog prvenstva. Četiri momčadi koje su ostvarile najbolji plasman u ligaškom dijelu natjecanja u Jadranskoj ligi idu u doigravanje za naslov prvaka Hrvatske. Poluzavršni susreti igraju se na dvije pobjede, a završni na tri. Branitelj naslova je dubrovački Jug koji je prvi put nakon 16 godina (1998.) ostao bez završnice i bez ijednog trofeja. Riječko Primorje je osvojilo svoj prvi naslov prvaka Hrvatske i prvi naslov državnog prvaka nakon 76 godina (1938.).

## Klubovi sudionici
(u zagradama plasman u Jadranskoj ligi 2013./14.)
- Doigravanje za prvaka
  - Primorje Erste banka – Rijeka (1.)
  - Jug Croatia osiguranje – Dubrovnik (2.)
  - Mladost – Zagreb (3.)
  - Mornar Brodospas – Split (5.)
- Za plasman od 5. do 8. mjesta
  - OVK POŠK – Split (8.)
  - Jadran – Split (9.)
  - Medveščak – Zagreb (10.)
  - Šibenik – Šibenik (11.)

## Doigravanje za prvaka

### Poluzavršnica
- prvi susreti

| 23. travnja 2014. |   |         |       |                   |
| Primorje          | - | Mornar  | 13:3  | (3:1,4:1,2:1,4:0) |
| Jug               | - | Mladost | 10:11 | (2:3,5:3,1:4,2:1) |

- drugi susreti

| 26. travnja 2014. |   |          |      |                   |
| Mornar            | - | Primorje | 9:15 | (2:4,3:5,2:3,2:3) |
| Mladost           | - | Jug      | 7:6  | (2:3,2:1,3:1,0:1) |

Mogući treći susret bio bi odigran 30. travnja.

### Završnica
- prvi susret

| 7. svibnja 2014. |   |         |      |                   |
| Primorje         | - | Mladost | 13:7 | (2:1,4:3,2:1,5:2) |

- drugi susret

| 10. svibnja 2014. |   |          |      |                   |
| Mladost           | - | Primorje | 5:11 | (3:2,1:4,0:1,1:5) |

- treći susret

| 14. svibnja 2013. |   |         |      |                   |
| Primorje          | - | Mladost | 13:7 | (2:2,6:3,2:2,3:0) |

Mogući četvrti susret bio bi odigran 17., a peti 24. svibnja.

### Za treće mjesto
| 7. svibnja 2014.  | Jug    | – | Mornar | 13:6 |
| 10. svibnja 2014. | Mornar | – | Jug    | 6:13 |

## Za plasman od 5. do 8. mjesta

### Poluzavršnica
| 23. travnja 2014. | OVK POŠK  | – | Šibenik   | 15:8 |
| 23. travnja 2014. | Jadran    | – | Medveščak | 7:9  |
| 25. travnja 2014. | Medveščak | – | Jadran    | 6:4  |
| 26. travnja 2014. | Šibenik   | – | OVK POŠK  | 5:15 |

### Za peto mjesto
| 2. svibnja 2014. | OVK POŠK  | – | Medveščak | 15:10 |
| 7. svibnja 2014. | Medveščak | – | OVK POŠK  | 10:14 |

### Za sedmo mjesto
| 2. svibnja 2014. | Jadran  | – | Šibenik | 14:5 |
| 7. svibnja 2014. | Šibenik | – | Jadran  | 6:11 |

## Konačni poredak
- 1. Primorje
- 2. Mladost
- 3. Jug
- 4. Mornar
- 5. OVK POŠK
- 6. Medveščak
- 7. Jadran
- 8. Šibenik

## Poveznice
- Jadranska liga 2013./14.
- 1.B HVL 2014.
- 2. HVL 2014.
- 3. HVL 2014.